# Sanktuarium Narodzenia Najświętszej Maryi Panny w Czastarach
Sanktuarium Narodzenia Najświętszej Maryi Panny w Czastarach – sanktuarium maryjne znajdujące się we wsi Czastary w diecezji kaliskiej.

## Historia kościoła

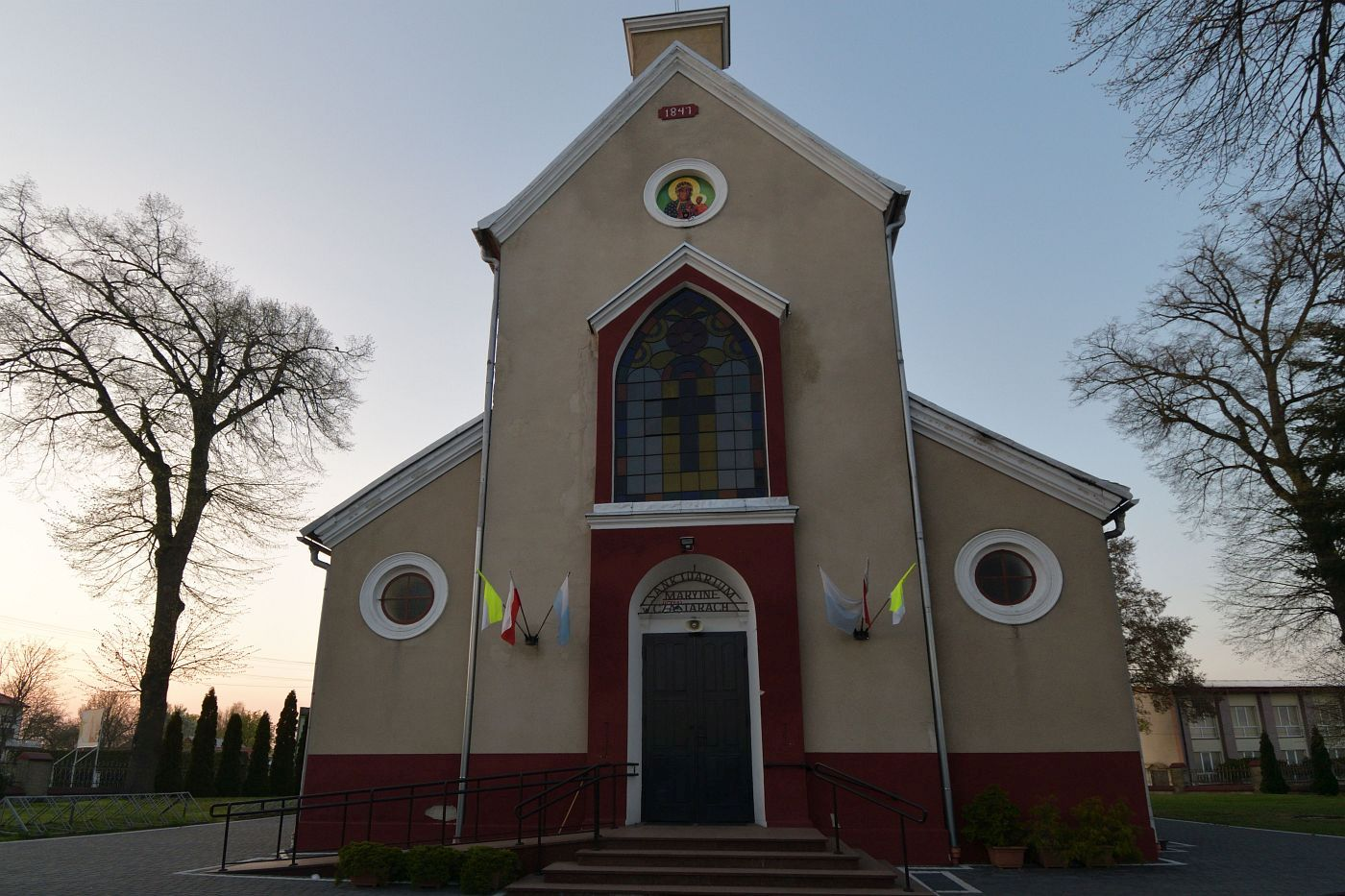
Widok od strony wejścia

Pierwszy drewniany kościół pw. Narodzenia NMP został w 1754 roku odbudowany przez księcia Aleksandra Sułkowskiego. W kościele tym było pięć ołtarzy, między innymi w południowej kaplicy z obrazem Narodzenia NMP, uważanym za słynący łaskami. 
Kościół ten w spalił się w 1845 roku.

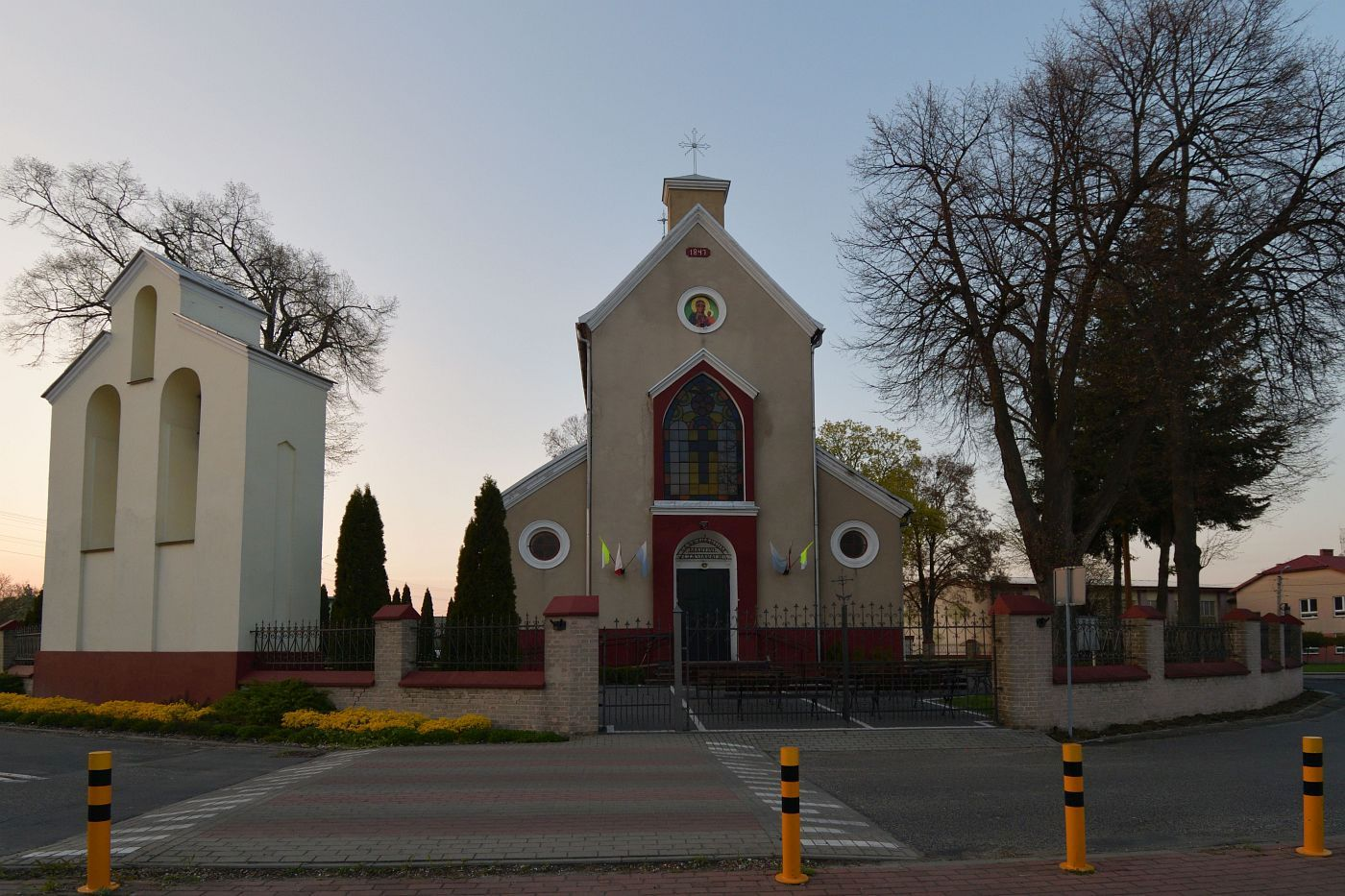
Fronton świątyni i dzwonnica

Na jego miejscu w 1847 roku został zbudowany obecny kościół murowany z cegły, trójnawowy, w stylu klasycystycznym. Fundatorem był właściciel wsi Parcice Leopold Trepka po konwersji z kalwinizmu na katolicyzm. Kościół ten 11 października 1886 roku konsekrował biskup kujawski Aleksander Bereśniewicz. Odpust 8 września ściągał zawsze wielu wiernych, także z okolicznych parafii. 
W 1903 roku ksiądz proboszcz Apolinary Kukowski zakupił nowy obraz Matki Bożej Częstochowskiej do głównego ołtarza, który znajduje się na nim do dziś. W czasie II wojny światowej Niemcy zamienili kościół na spichlerz a zakrystię na areszt. Obok świątyni stoi murowana organistówka z 1. poł. XX w., w której podczas okupacji hitlerowskiej była siedziba posterunku żandarmerii i miejsce kaźni. Łańcuchy i kajdany przetrwały do dziś i są eksponowane we wnętrzu świątyni.
Po wojnie pierwszy proboszcz ks. Mieczysław Piega odnowił obraz. Do roku 1953 odpusty 8 września odbywały się bez większych przeszkód. W następnych latach władze Polski Ludowej utrudniały wiernym przybycie do Czastar na odpust.

## Organy
Organy wybudował Jan Spiegel ok. 1885 roku. Na dmuchawie jest plakietka Stefana Fiołki, który najpóźniej w latach 70. remontował ten instrument.
W 2016 roku z inicjatywy ks. proboszcza Jacka Kalferszta przeprowadzono remont kapitalny organów. Wymieniono zniszczone ławeczki piszczałkowe, instrument zabezpieczono środkami chemicznymi przeciw drewnojadom i nastrojono. Wyremontowano miech. 
Dyspozycja instrumentu:
| Manuał            | Pedał            |
| ----------------- | ---------------- |
| 1. Pryncypał 8'   | 1. Subbass 16'   |
| 2. Gemshorn 8'    | 2. Pryn.-bass 8' |
| 3. Salicet 8'     |                  |
| 4. Flt.-kryty 8'  |                  |
| 5. Oktawa 4'      |                  |
| 6. Kwinta 2 2/3'  |                  |
| 7. Oktawa 2'      |                  |
| 8. Mixtura 1 1/3' |                  |